# 野葵
野葵（学名：Malva verticillata）是锦葵科锦葵属的植物。分布在缅甸、埃塞俄比亚、锡金、埃及、印度、朝鲜、欧洲以及中国大陆的新疆、青海、云南、吉林、四川、内蒙古等地，生长于海拔500米至4,500米的地区，多生于平原和山野，目前尚未由人工引种栽培。

## 别名
菟葵（尔雅、图考），旅葵（古诗），棋盘菜（湖北），土黄芪、蓍葵叶（滇南本草），芪（茄、荠、其）菜、巴巴叶或把把叶、棋盘叶、冬苋菜（云南）

## 异名
- Malva verticillata L. var. chinensis (Mill.) S. Y. Hu